# Mayorga
Mayorga é um município da Espanha na província de Valladolid, comunidade autónoma de Castela e Leão, de área 150,50 km² com população de 1957 habitantes (2007) e densidade populacional de 13,16 hab/km².

## Demografia
| Variação demográfica do município entre 1991 e 2004 | Variação demográfica do município entre 1991 e 2004 | Variação demográfica do município entre 1991 e 2004 | Variação demográfica do município entre 1991 e 2004 |
| --------------------------------------------------- | --------------------------------------------------- | --------------------------------------------------- | --------------------------------------------------- |
| 1991                                                | 1996                                                | 2001                                                | 2004                                                |
| 1639                                                | 1712                                                | 1771                                                | 1981                                                |

## Património
- Museu do Pão (Valladolid)